# Credit score
Een credit score of credit rating is een (in Angelsaksische landen) gebruikte methode om de kredietwaardigheid van de aanvrager van een lening te bepalen. Hij neemt de vorm aan van een getal, waarbij een hoger getal een betere kredietwaardigheid aangeeft. De credit score is uitsluitend van toepassing op kredieten aan particulieren. 

## Achtergrondcredit score
Credit scores worden op verzoek van banken en andere financiële instellingen toegekend door een aantal daarin gespecialiseerde ondernemingen (credit bureaus). Zonder zo'n score is het zeer moeilijk om een lening of creditcard te verkrijgen. Een te lage credit rating kan reden zijn een aanvraag af te wijzen, terwijl een iets minder lage er toch nog toe kan leiden dat van de betrokkene een hogere rente en/of aanvullende zekerheden worden gevraagd. Geldverstrekkende instellingen beogen hiermee het debiteurenrisico in te schatten. 
De meest bekende credit rating wordt vastgesteld door de Fair Isaac Corporation, ook bekend als FICO. De door deze instelling vastgestelde score staat in de wandelgangen ook bekend als FICO score. Deze score neemt de vorm aan van een getal tussen 300 en 850. De wijze waarop dit exact berekend wordt, is niet publiek en periodiek aan verandering onderhevig.

## Componenten in decredit score
De volgende componenten vormen een belangrijk onderdeel in de berekening van de credit score:
- de punctualiteit van gedane betalingen in het verleden (waarbij uitsluitend betalingen die meer dan 30 dagen te laat plaatsvonden, in aanmerking worden genomen)
- de omvang van de huidige schuld op creditcards en andere leningen, gerelateerd aan de maximale toegestane schuld
- de historie van de diverse kredieten
- het soort kredieten dat de aanvrager gebruikt
- recente verzoeken van derden om de kredietstatus van de aanvrager in te zien.

Een kredietnemer kan zijn credit score verbeteren door een correct betaalgedrag, en door de limiet(en) op zijn creditcard(s) niet geheel te benutten. Slecht betaalgedrag uit het verleden "verdwijnt" na verloop van tijd uit de score, doch dit is pas na enkele jaren het geval.
Andere instellingen dan de FICO hanteren enigszins afwijkende methoden, en drukken de kredietscore in andere getallen uit.

## Credit score enKredietcrisis
De crisis op de Amerikaanse hypotheekmarkt hield verband met de credit score. Aanvragers van hypotheken met een geringe kredietwaardigheid hadden subprime-hypotheken afgesloten. Toen veel hypotheken niet afgelost konden worden, bleken financiële instellingen met grote verliezen opgezadeld te zijn. 

## Credit score in Nederland en België
Nederlandse banken zijn verplicht om de kredietwaardigheid van een aanvrager te controleren bij het BKR. Het BKR verzamelt en beheert de kredietgegevens van alle Nederlanders. Banken zijn verplicht om nieuwe leningen te registreren en eventuele bijzonderheden te melden aan het BKR. Met behulp van het BKR zijn banken beter in staat om aan hun zorgplicht te voldoen en consumenten tegen overcreditering te beschermen. In België worden meestal geen credit scores gehanteerd, doch financiële instellingen plegen informatie omtrent het vroegere betaalgedrag van (potentiële) klanten in te winnen bij de Positieve Kredietcentrale voor België. Handelsinformatiebureaus brengen weliswaar credit scores uit maar kunnen dit in de praktijk slechts doen via raadpleging van publieke gegevens of bij medewerking van de betreffende persoon zelf.